# Megalopta tacarunensis
Megalopta tacarunensis är en biart som beskrevs av Cockerell 1923. Megalopta tacarunensis ingår i släktet Megalopta och familjen vägbin. Inga underarter finns listade i Catalogue of Life.